# Emil Rigo
Emil Rigo (11. února 1926 Horné Orešany – 10. června 2017) byl slovenský a československý politik Komunistické strany Slovenska, během Pražského jara představitel konzervativní, prosovětské frakce v komunistické straně, později za normalizace náměstek ředitele Východoslovenských železáren v Košicích, poslanec Sněmovny národů a Sněmovny lidu Federálního shromáždění.

## Biografie
Pocházel ze slovenské romské rodiny. Po skončení druhé světové války se zapojil do osídlování českého pohraničí v Hranicích v okresu Cheb, kde působil jako dělník, než v roce 1951 zahájil svoji politickou kariéru. Členem komunistické strany byl od roku 1946. V roce 1964 absolvoval Vysokou stranickou školu - Institut společenských věd při ÚV KSČ. Od 50. let zastával četné stranické posty. V letech 1951-1953 byl okresním funkcionářem v Aši, v letech 1954-1960 zástupcem vedoucího oddělení Krajského výboru KSS v Prešově a v období let 1960-1961 okresním tajemníkem KSS v Prešově. Od roku 1961 až do 26. srpna 1968 byl předsedou Závodního výboru KSS v podniku Východoslovenské železárny v Košicích. Z této funkce byl suspendován 26. srpna 1968 pro podezření z kolaborace se sovětskými invazními jednotkami. Patřil totiž ke konzervativnímu prosovětskému křídlu KSČ. Během invaze vojsk Varšavské smlouvy do Československa v srpnu 1968 hlasoval jako jeden z mála členů předsednictva ÚV KSČ proti provolání ÚV KSČ proti okupaci. Na post předsedy komunistické buňky ve Východoslovenských železárnách se vrátil 16. října 1968.
V letech 1962-1970 se uvádí jako účastník zasedání Ústředního výboru Komunistické strany Slovenska. XII. sjezd KSČ ho zvolil za člena Ústřední kontrolní a revizní komise KSČ. XIII. sjezd KSČ ho zvolil do funkce člena Ústředního výboru Komunistické strany Československa. XIV. sjezd KSČ a XV. sjezd KSČ ho ve funkci potvrdil. Od ledna do srpna 1968 byl navíc členem předsednictva ÚV KSČ. Od 3. března 1969 zastával post náměstka ředitele Východoslovenských železáren v Košicích (zároveň byl od této doby místopředsedou Závodního výboru KSČ v tomto velkém podniku). V roce 1971 a 1986 mu byl udělen Řád práce a roku 1976 Řád Vítězného února. K roku 1971 a 1976 se uvádí jako personální náměstek Východoslovenských železáren.
Ve volbách roku 1971 zasedl do slovenské části Sněmovny národů (volební obvod č. 134 – Košice-sever, Východoslovenský kraj). Mandát obhájil ve volbách roku 1976 (obvod Košice-sever) a volbách roku 1981 (obvod Košice II – západ). Ve volbách roku 1986 přešel do Sněmovny lidu (obvod Košice II). Ve Federálním shromáždění setrval do prosince 1989, kdy rezignoval na poslanecký post v rámci procesu kooptace do Federálního shromáždění po sametové revoluci.